# Theodo

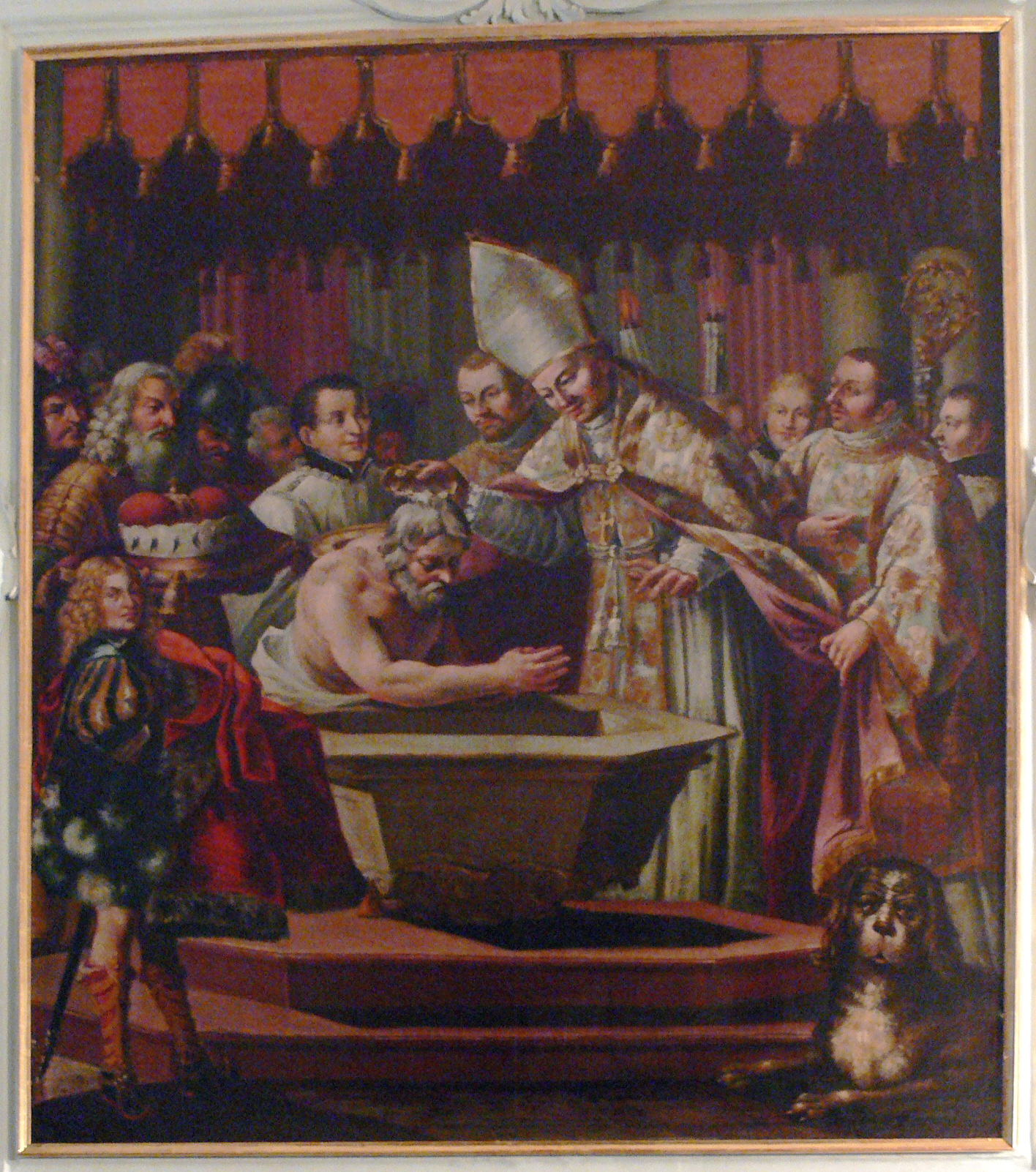
Taufe des Bayernherzogs Theodo II. durch den hl. Rupert von Salzburg (barockes Gemälde in der Stiftskirche St. Peter in Salzburg)

Theodo, auch Theodon, ist ein aus einer Abkürzung hervorgegangener männlicher Vorname. In Frage kommen vor allem Theudebert bzw. Theodebert und Theudebald (auch Theudewald, Theudoald) bzw. Theodebald (auch Theodewald, Theodoald), deren erster Namensteil sich jeweils von ahd. thiot „Volk“ und deren zweiter Teil sich von ahd. berath „glänzend“ bzw. ahd. bald „kühn“ oder walt „walten, herrschen“ ableitet.
Unter dem Vornamen Theodo werden folgende Persönlichkeiten genannt, wobei es fraglich bleibt, ob Theodon I.–III. tatsächlich regierten oder legendäre Figuren sind:
- Theodon I.: 508–512 Herzog von Bayern
- Theodon II.: 512–537 Herzog von Bayern
- Theodon III.: 537–565 Herzog von Bayern
- Theodo I./IV.: bis ca. 680 Herzog von Bayern
- Theodo II./V.: bis ca. 716 Herzog von Bayern
- Theodo III. († nach 793): von um 770 bis nach 793 Mitregent und Herzog von Bayern, ältester Sohn des Herzogs Tassilo III. von Bayern
- Theodo von Bayern (1526–1534), Sohn von Wilhelm IV. von Bayern
- Theodo von Henneberg († 931), Bischof von Würzburg (908–931)